# Colbertisme
Colbertisme és el nom que es dona a una doctrina econòmica del segle xvii, elaborada per Jean-Baptiste Colbert, Contrôleur général des finances (ministre de finances) de Lluís XIV. És una variant del mercantilisme i és considerada un conjunt de pràctiques polítiques, més que una teoria econòmica. Va ser practicada a França entre 1661 i 1683, data de la mort de Colbert. No obstant això va ser continuada amb algunes modificacions pels seus successors.
Com a pensament econòmic suggeria que una de les principals funcions de l'Estat és promoure la producció de riquesa en un país a fi de finançar les despeses d'Estat, mitjançant el foment del desenvolupament econòmic nacional. Va ser reemplaçada al segle xviii per la fisiocràcia i, posteriorment, pel liberalisme econòmic.

## Característiques principals
Les idees principals característiques del colbertisme són les següents:
- L'acumulació de riquesa en la forma de lingots a través d'una balança de pagaments excedentària i l'augment del producte dels impostos a més el contraban.
- Proteccionisme del mercat i productors interns.
- Subsidis a les exportacions.
- Implementació d'adreça fiscal.

Colbert va transformar la lògica mercantilista d'acumulació de riqueses a través d'una organització meticulosa de l'Estat que fa del projecte una expressió de l'esperit progressista i aspiracions de grandesa del país i el seu monarca. En aquest sentit, la riquesa no només és acumulada per ser guardada o fins i tot per transformar-la en recurs productiu, sinó per exhibir-la, donant així origen o justificació a la gran expansió de les arts, artesanies, ciència i cultura, i fins i tot edificis "públics" propis de l'època, alguns construïts específicament per donar una seu a institucions que contribuïen al prestigi i grandesa del país, tals com l'Institut de França que va rebre, entre altres grans institucions, la recentment formada Acadèmia francesa. Uns altres, tals com l'Hospital dels Invàlids, almenys parcialment com a continuació d'un nou esperit que eventualment va conduir a la idea de "serveis al públic" per part de l'Estat: per exemple, l'Hospital de la Pitié-Salpêtrière, la dedicació del Louvre com a palau per a les arts, la creació d'una Bibliothèque Nationale al Palau Reial i la construcció d'espais públics tals com Plaça Vendôme i Plaça de la Concòrdia, ambdues envoltades amb locals per a negocis. A més la construcció de l'edifici de l'Escola militar (França), etc, el tot coronat pel Palau de Versalles; edificis que no només van impulsar el desenvolupament tècnic de l'època creant ocupacions, sinó que van ser construïts amb la intenció específica de demostrar "la grandesa de França" o grandeur.
Els suports atorgats a sectors de la indústria francesa de l'època -coneguts com el sector de «companyia privilegiada» -aquells que tenien un sistema de producció molt regulat a fi de garantir alta qualitat no van ser concebuts com de termini indefinit. L'objectiu era que les empreses adquirissin punt el coneixement o experiència suficient com la grandària o escala necessària per competir cara a cara amb els principals competidors de l'època, els anglesos i els neerlandesos. Els exemples més coneguts de tals empresa són els Gobelins; Saint-Gobain, les porcellanes de Sèvres, les fabriques d'armaments en Saint-Étienne, entre d'altres.

## Execució del projecte
L'historiador Pablo Aimar assenyala que les indústries «manufactureres» esmentades constitueixen realment més una concentració sota un mateix sostre de tallers artesanals (però òbviament de summa habilitat) que una organització industrial pròpiament tal. L'època d'or del colbertisme és aquella en la qual Colbert centra la seva atenció en la construcció de el «canal del Migdia» en el qual l'Estat finança el 40% de la construcció i el 75% de les obres van ser efectuades en tres anys, precedint 1670. La resta de la construcció es demora fins a 1690.
Un altre dels grans projectes de la política va ser la donació de sis milions de capital a la Compagnie des Indes Occidentales, a fi de desenvolupar el cultiu del tabac a les Antilles. Però d'aquest projecte per un llarg temps els principals beneficiats van ser els comerciants del tabac holandesos, país que en aquella època constituïa un dels principals competidors de França.
Errors similars es van cometre després de la mort de Colbert, per exemple, amb la creació del «Banc General» i posterior fusió d'aquest organisme amb la Compagnie des Indes Occidentals a fi d'explotar la Louisiana (Nova França), la qual cosa - malgrat enriquir a molts (en aquesta època s'origina el terme "milionaris") va acabar amb la primera gran crisi econòmica moderna. (vegeu John Law).

## Neocolbertisme
A França s'usa el terme «neocolbertisme» per referir-se a el «dirigisme» que va ser la varietat d'intervencionisme implementat pel govern francès després de 1945. Aquest neocolbertisme no va tractar d'acumular riquesa o subsidiar exportacions però més aviat de finançar estudis científics i de fer emergir una indústria nacional capaç de recrear i mantenir punt la infraestructura com una economia d'escala moderna, especialment a través de promoure la creació d'indústries que es veuen com a "campions nacionals" en la mesura que aconsegueixen reconeixement internacional.
El neocolbertisme ha estat vist per polítics tant a nivell francès com a europeu com una política per enfrontar al procés de deslocalització que prové del liberalisme modern o neoliberalisme. No compta amb l'aprovació general dels economistes. Així, per exemple, Phillipe Escande ha escrit: «Aquesta política dirigista té dos defectes. D'una banda, dirigeix els diners públics, notablement els d'estudis i desenvolupaments científics, als «campions» que no necessàriament els necessiten, en detriment de les institucions menors... (...) per l'altre, protegeix als grans grups (industrials) i limita la competició i, per tant, l'emergència de nous rivals. És el que l'economista austríac Joseph Schumpeter teoritza com a «destrucció creativa» el que permet als innovadors prendre el lloc dels actors actuals»